# Mikhaïl Goubine
 (janvier 2022).
Pour les articles homonymes, voir Goubine.
Mikhaïl Pavlovitch Goubine (russe : Михайл Павлович Губин) est un industriel, homme politique et bâtisseur russe né en 1740 et mort durant l'hiver 1821-1822. La transcription ISO 9 de son nom est Mihajl Gubin, utilisée notamment par l'historien Michaël Confino.

## Biographie
Mikhaïl P. Goubine est né dans une famille de marchands d'Orel en 1740. Il s'installe à Moscou en 1770, où il est déjà membre de la deuxième guilde. Sa fortune commerciale, financière et politique est établie en 1789 : il achète alors les usines de Ninje et Verknhy-Serginsk, dans l'Oural. La même année, il est élu maire de Moscou pour la première fois.
Il se marie à Natalia Mikhaïlovna Chemakhanova, fille d'un riche marchand moscovite. Il est père de dix enfants.
Il meurt entre le 12 juin 1821 et le 24 mars 1822. Ses descendants sont connus comme entité collective au moins jusqu'en 1847, sous le nom les héritiers de Mikhaïl Goubine.

## Activités commerciales et industrielles de Goubine et de ses héritiers
Sa première activité commerciale consiste à développer le commerce international à Moscou et Saint-Pétersbourg : il possède sa propre jetée dans le port de la Baltique pour un capital de 27 000 roubles.
En 1789, Goubine débourse 600 000 roubles de l'époque pour l'achat d'usines de métallurgie sur deux sites à Nijne-Serguinsk, dans le district de Krasnooufimsk, gouvernement de Perm. Dès 1791, il fonde l'usine d'Atigsk (également une usine métallurgique) ; en 1792, il rachète et remet en fonction celles de Verkhny-Oufaleï (Верхний Уфалей) et de Soukhovyask (Суховяск). Désormais, il n'arrête plus d'agrandir ses possessions métallurgiques par achat ou par fondations de nouvelles usines. En 1818, il possède dix usines métallurgiques dans l'Oural, réparties sur trois ensembles de sites ouraliens et par ailleurs cinq filatures de coton dans la région de Moscou,.
Intégré à la première guilde des marchands de Moscou au plus tard en 1805, il fait partie des neuf industriels enregistrés dans la région de Moscou (sur l'ensemble des vingt-deux notables et marchands inscrits dans cette structure). L'historien Michaël Confino affirme que les 50 000 roubles de capital déclarés pour intégrer cette catégorie de notables sont nettement inférieurs à la réalité de sa fortune : il estime à 500 000 roubles son chiffre d'affaires en Russie, en plus des 300 000 roubles sur les marchés internationaux et à 100 000 roubles dans les affaires bancaires. Le crédit dont il peut disposer s'élève à 500 000 roubles en Europe et en Asie, de 3 000 000 roubles dans la seule Russie.
L'évolution de ses affaires entre 1818 et l'année de son décès n'est pas connue.
Le Bulletin universel des sciences et de l'industrie de 1830 cite les établissements aurifères des héritiers de Goubine à Verkhny-Oufaleïsk, pour une production de 1 poud et 38 livres à 67 zolotniki pour l'année 1828 (c'est-à-dire 25,390 kg d'or à 16,75 carats, soit 1,75% de la production aurifère de cette année en Russie). À partir de 1847, les usines et les mines des Héritiers de Mikhaïl Goubine sont placées sous tutelle de l'État sans que l'on en connaisse la raison exacte (insolvabilité, mauvaise gestion, défaillance dans les commandes de l'État...). En 1881, cette entité disparaît avec la vente des dernières usines à de nouveaux industriels (Gunsbourg, Maison Meyer et Cie) et à la Banque russe et française.

## Maire de Moscou
Goubine est élu maire de Moscou une première fois en 1789, en remplacement du maire intérimaire Egor Emilianovitch Emelianov, jusqu'en 1792. Il est élu une deuxième fois de mars 1802 jusqu'en décembre 1803, après une période de vacance de ce poste de près de trois ans.
Durant ses mandats, il est un maire bâtisseur : il lance la construction d'un nouveau Gostiny dvor (Гостиный двор : Maison des Hôtes) pour remplacer l'ancien, qui s'effondrait. Un Gostiny Dvor est un complexe de bâtiments réservé dans chaque grande ville russe aux commerces de gros et à l'accueil des commerçants de passage, régi selon une organisation et des usages spécifiques. Il comporte des hébergements pour les marchands, des écuries pour les chevaux et des entrepôts pour les marchandises. Celui qui est fondé par Goubine est construit en pierres sur deux étages. L'ensemble architectural est édifié près du Kremlin d'après les plans initiaux de l'architecte Giacomo Quarenghi (Italien devenu Russe sous le nom de Джакомо Кваренги). Mikhaï Goubine offre 3 000 roubles pour les travaux sur sa bourse personnelle.
Il fait construire également le Petit Pont de pierre (Малый Каменный мост : Maly Kamenny most), entre 1789 et 1790, qui permet de relier le quartier de Zamoskvoretchié avec le reste de la ville et avec le Kremlin.
Sous sa direction, la Douma de Moscou prend en charge en 1791 l'entretien de 150 indigents hébergés alors par la Société des marchands de Moscou. Il est aussi à l'initiative de la création du premier hospice public de Moscou.
En 1802, il lance le projet de création d'une école de commerce pour cinquante enfants pauvres ou orphelins de la bourgeoisie de Moscou. Le « décret type » (Примерное постановление), par lequel il l'organise, prévoit un enseignement en russe, en français, en allemand, en calcul et en comptabilité. Le 22 juin 1804, à l'occasion de son inauguration, quelques mois après la fin de son mandat, lui et son successeur, Dmitri F. Faleïev annulent les dettes de leurs 370 débiteurs pour un montant global de 228 877 roubles.
Mais tout n'est pas généreux ni glorieux dans la gouvernance municipale de Goubine, puisque sous son mandat, les Juifs puis les étrangers sont exclus du droit de commerce à Moscou (1790 et 1803).

## Constructeur de l'Hôtel Goubine à Moscou

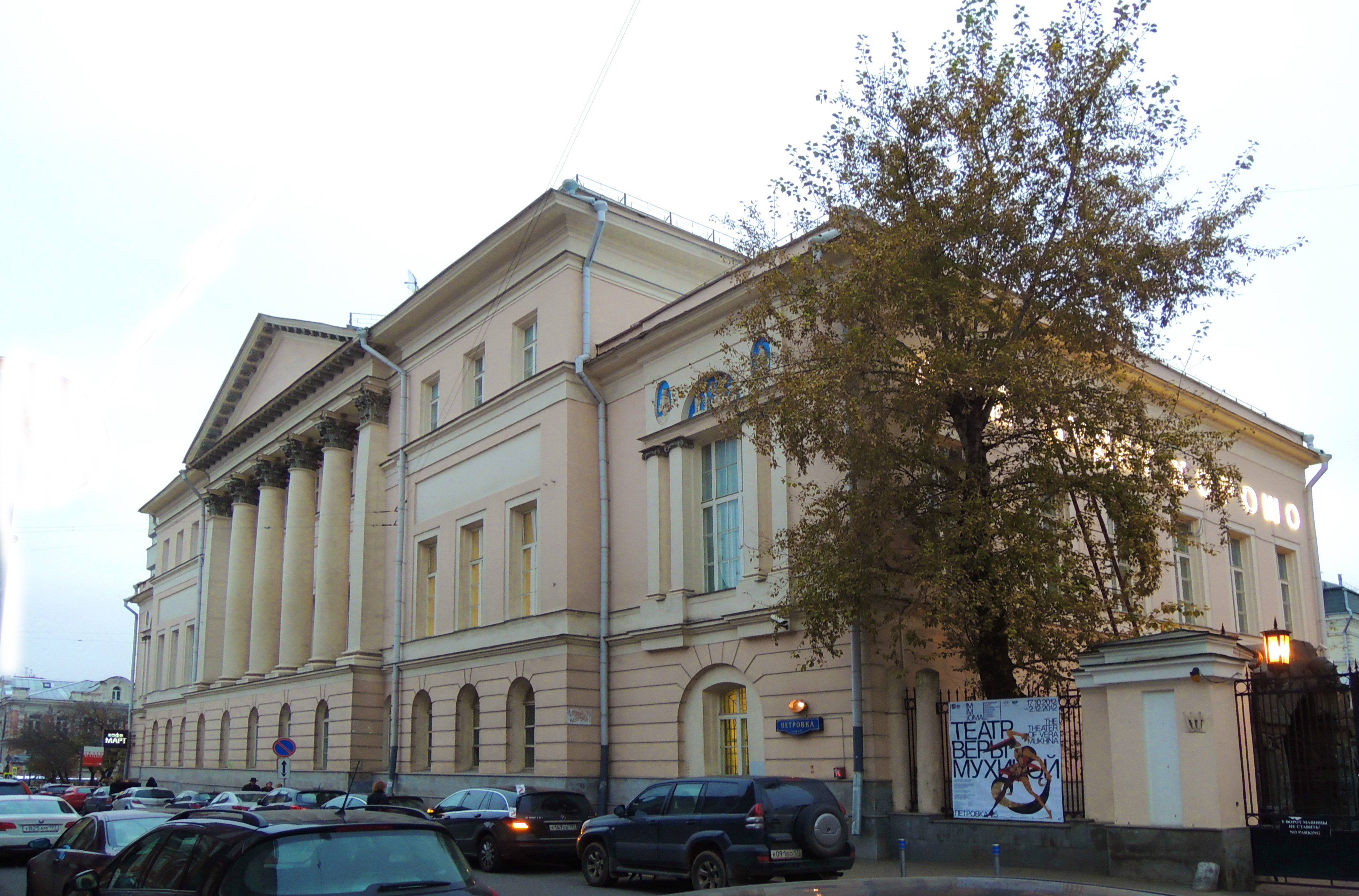
Façade de l'hôtel Goubine.

Mikhaïl Pavlovitch Goubine fait bâtir à partir de 1793 un somptueux hôtel particulier par l'architecte Matveï Kazakov, dans le style néoclassique. Son adresse actuelle est le 25, rue Pétrovka. Endommagé lors de l'incendie de Moscou de 1812, il est rénové après 1823. Internat à la fin du XIXe siècle, puis clinique orthopédique après 1920, il est restauré au début du XXIe siècle. Il abrite aujourd'hui des expositions du musée d'Art moderne de Moscou (MMOMA).